# مردی در حال نوشیدن آبجو
«مردی در حال نوشیدن آبجو» (انگلیسی: Old Man Drinking a Glass of Beer) یک فیلم صامت کمدی بریتانیایی به کارگردانی جرج آلبرت اسمیت است که در سال ۱۸۹۷ منتشر شد. از بازیگران آن می‌توان به توماس گرین اشاره کرد. این فیلم نمایش خوردن آبجو و حرکات خاص بعد از آن، توسط یک مرد است.